# Lâmia
Lâmia (em grego:  Λάμια), na mitologia grega,  era uma rainha da Líbia que se tornou um demônio devorador de crianças. Chamavam-se também de lâmias certos tipos de monstros, bruxas ou espíritos femininos, que atacavam jovens ou viajantes e lhes sugavam o sangue.
Diversas histórias são contadas a respeito de Lâmia. Sua aparência também varia de lenda para lenda. Na maior parte das versões, contudo, seu corpo, abaixo da cintura, tem a forma de uma cauda de serpente.  Esta versão popularizou-se especialmente a partir do poema Lamia, publicado pelo inglês John Keats em 1819. Diodoro Sículo, por sua vez, a descreve como uma mulher de rosto distorcido.

## Mitologia greco-romana
De acordo com a versão mais corrente, Lâmia era uma belíssima rainha da Líbia, filha de Posídon e amante de Zeus, de quem concebeu muitos filhos, dentre os quais a ninfa Líbia. Hera, mulher de Zeus, corroída pelos ciúmes, matava seus filhos ao nascer e, ao final, a transformou em um monstro (em outras versões Lâmia foi esconder-se em uma caverna isolada e o que a transformou em um monstro foi seu próprio desespero). Por fim, para torturá-la ainda mais, Lâmia foi condenada por Hera a não poder cerrar os olhos, para que ficasse para sempre obcecada com a imagem dos filhos mortos. Zeus, apiedado, deu-lhe o dom de poder extrair os olhos de vez em quando para descansar.

## Outras mitologias
Segundo opinião bastante difundida, a Lâmia mitológica serviu de modelo para as lâmias (Lâmiae em latim), ora descritas como bruxas, ora como espíritos e ora monstros, humanos da cintura para cima, mas com caudas de serpente. As lâmias atraíam os viajantes expondo os belos seios e emitindo um agradável cicio, para depois matá-los, sugar seu sangue e devorar seus corpos. Neste aspecto, as lâmias constituem um antecedente dos súcubos da Idade Média e das modernas vampiresas.
Com frequência a Lâmia é descrita nos bestiários de outras culturas como criaturas de natureza selvagem e maligna, com garras nas patas dianteiras, cascos nas patas traseiras, rosto e busto femininos e o corpo coberto de escamas. Também é associada à Lilith da mitologia hebraica. Nos folclores neo-helênico, basco e búlgaro podem ser encontradas lendas sobre Lâmias, herdeiras da tradição clássica.
Na mitologia basca, as lâmias são gênios com pés e garras de ave e cauda de peixe. Quase sempre femininos e de admirável beleza, moravam nos rios e fontes, onde costumavam pentear suas longas cabeleiras. São em geral amáveis, mas ficam enfurecidas se alguém rouba seus peixes. Às vezes se apaixonam por mortais e até têm filhos com eles, mas não podem se casar.
No folclore búlgaro, as lâmias são criaturas misteriosas, geralmente femininas, com muitas cabeças, que, se cortadas podem se regenerar (como a Hidra de Lerna). Vivem em cavernas ou no subsolo e atormentam os povoados, alimentando-se de sangue humano ou devorando mulheres jovens.  Em algumas versões têm asas, em outras sua respiração é de fogo.

## Na Bíblia
No livro de Isaías, na Vulgata latina se refere a lâmia uma única vez: et occurrent dæmonia onocentauris et pilosus clamabit alter ad alterum ibi cubavit lamia et invenit sibi requiem. 